# Didymodon mittenii
Didymodon mittenii là một loài Rêu trong họ Pottiaceae. Loài này được Gangulee mô tả khoa học đầu tiên năm 1964.